# Самнити
Самнити су били племена која су насељавали Самнијум, земљу на југу Апенина, у Италији. Припадали су групи сабелски племена.
Дуго су се борили са Римљанима за превласт на југу Италије током Самнитских ратова.

## Самнитски ратови
- Први самнитски рат вођен је од 343—341. године ст. е,
- Други самнитски рат 327—304. п. н. е. Године 321. доживели су Римљани тежак пораз у Каудинском кланцу, па је римска војска морала да у знак потчињавања прође ненаоружана кроз јарам начињен од копаља.
- После Трећег самнитског рата (298—291. године п. н. е.) из кога су Римљани изашли као победници, моћ Самнита била је сломљена и они су остали верни Риму све до устанка у Савезничком рату (90—88. године п. н. е.) који је завршен доделом пуног римског грађанског права Самнитима.